# Djemnah
Die Djemnah war ein 1875 in Dienst gestelltes Passagierschiff der französischen Reederei Messageries Maritimes, das Passagiere, Fracht und Post von Marseille nach China und später zu Häfen im Indischen Ozean beförderte. Am 14. Juli 1918 wurde die Djemnah im östlichen Mittelmeer von einem deutschen U-Boot versenkt, wobei ein hoher Verlust von Menschenleben zu beklagen war.

## Schiff
Das 3.716 BRT große Dampfschiff Djemnah wurde auf der Werft Chantiers Navals de La Ciotat in der südfranzösischen Hafenstadt La Ciotat gebaut. Am 27. September 1874 lief das Schiff vom Stapel. Das aus Eisen gebaute Passagier- und Frachtschiff war 125 Meter lang, 12,1 Meter breit und hatte eine Seitenhöhe von zehn Metern. Das Schiff hatte eine Tragfähigkeit von 3.282 Tonnen und eine Verdrängung von 5.400 Tonnen. Die Dampfmaschine, die 2.900 Pferdestärken leistete, lief auf einen einzelnen Propeller. Die Djemnah konnte 14 Knoten Fahrt machen. Insgesamt sechs Dampfkessel wurden in den Kesselräumen beheizt. Das Schiff konnte insgesamt 1385 Passagiere aufnehmen (83 Erste Klasse, 42 Zweite Klasse, 60 Dritte Klasse, 1.200 Zwischendeck).
Die Djemnah wurde für die 1835 gegründete Reederei Messageries Maritimes gebaut, die ihren Sitz in Paris hatte. Heimathafen ihrer Schiffe, war auch im Fall der Djemnah, war Marseille. Sie war das dritte in einer Reihe von fünf baugleichen Schwesterschiffen der Orénoque-Klasse, die für den Passagierverkehr in den Fernen Osten geplant waren. Die anderen waren die Iraouaddy (1872), die Anadyr (1873), die Yang Tse (1877) und die Oxus (1879), die alle auf der gleichen Werft entstanden. Am 14. April 1875 lief die Djemnah in Marseille zu ihrer Jungfernfahrt aus.
Die Djemnah wurde zu Beginn ihrer Dienstzeit für den Linienverkehr nach China eingesetzt, wechselte aber 1895 in den Passagier- und Frachtservice auf der Route zum Indischen Ozean. 1887 wurde die Djemnah mit neuen Kesseln und elektrischem Licht ausgestattet. Die bisherige Verbunddampfmaschine wurde durch eine Dreifachexpansions-Dampfmaschine ersetzt. Zwischen 1895 und 1905 war der Rumpf weiß gestrichen, danach schwarz. Auf einer Fahrt im Mai 1899 hatte die Djemnah den Generalgouverneur von Madagaskar, Joseph Gallieni, an Bord. Am 14. Dezember 1899 wurde sie in einem Zyklon beschädigt und musste von der Caravellas der Reederei Compagnie des Chargeurs Réunis nach Diégo Suarez geschleppt werden.

## Versenkung
Am Sonnabend, dem 6. Juli 1918 um 14.45 Uhr legte die Djemnah unter dem Kommando von Kapitän Charles Félix Méric (* 12. Oktober 1870) in Marseille zu einer weiteren Überfahrt durch das Mittelmeer und das Rote Meer nach Madagaskar ab. An Bord befanden sich 153 Besatzungsmitglieder, 601 Passagiere und 530 Tonnen Fracht. Das Schiff war bewaffnet und fuhr in einem Geleitzug. Die ersten Tage der Reise verliefen ohne Vorkommnisse, es wurden ruhige See und klares Wetter verzeichnet. Am Sonntagabend, dem 14. Juli 1918 dampfte die Djemnah im Zickzackkurs südlich von Kreta ostwärts durch das Mittelmeer und machte acht Knoten Fahrt. Um 21.32 Uhr wurde der Dampfer an Steuerbord von einer schweren Explosion erschüttert.
Zwischen Benghazi und Derna 69 Seemeilen nordöstlich der libyschen Küste war die Djemnah von dem deutschen U-Boot UB 105 gesichtet worden. UB 105 war ein deutsches U-Boot vom Typ UB III, das sich unter dem Kommando des 31-jährigen Kapitänleutnants Wilhelm Marschall auf Feindfahrt befand.
Die Schiffsleitung befahl sofort, die Maschinen zu stoppen, um den Schaden inspizieren zu lassen, doch der getroffene Passagierdampfer sank innerhalb von zwei Minuten mit dem Heck voran auf der Position 33° 12′ N, 23° 55′ O. Von den 754 Menschen an Bord kamen 436 ums Leben, darunter auch der Kapitän. Der Trawler Presidency rettete 110 Menschen und der britische Kutter HMS Mallow 218. Die Überlebenden wurden nach Alexandria gebracht.